# Elie Wiesel
Eliezer "Elie" Wiesel KBE (jidiško אליעזר ויזל‎, Elyezer Vizel; , romunsko-ameriški pisatelj, profesor, nobelovec, * 30. september 1928, † 2. julij 2016. 
Bil je avtor 57 knjig, napisanih večinoma v francoščini in angleščini, vključno in predvsem Noč, delom, ki temelji na njegovih izkušnjah ujetnika v koncentracijskih taboriščih Auschwitz in Buchenwald.
Skupaj s pisanjem se je ukvarjal tudi s humanistično profesuro na univerzi v Bostonu, kjer so  v njegovo čast ustanovili Center za judovske študije. Med njegovimi političnimi aktivnostmi se je prav tako prizadeval za pomoč žrtvam zatiranja v krajih, kot sta Južna Afrika in Nikaragva ter genocid v Sudanu. Je javno obsodil armenski genocid in v svojem življenju ostal močan zagovornik človekovih pravic. 
Wiesel je prejel Nobelovo nagrado za mir leta 1986. Wiesel je podal sporočilo "miru, odpuščanja in človeškega dostojanstva" za človeštvo.